# 9次元
9次元（きゅうじげん、くじげん、九次元）とは、空間の次元が9であること。具体的には、エウゲニオ・カラビによるカラビ予想の中でリッチ平坦を持つと予想され、シン＝トゥン・ヤウによって証明されたカラビ・ヤウ空間の内の、6次元の特殊な余剰空間と今の世界の3次元とを合わせた9次元のことである。
現在の観測技術では9次元を観測することはできない。なぜ観測できないかというと、コンパクト化されていて小さすぎるため、観測出来ないからである。また、この理論によって、今の世界がどのように誕生したか分かるようになるとされる。